# Bawean
Bawean (tiếng Indonesia: Pulau Bawean) là một đảo của Indonesia nằm gần 150 kilômét (93 dặm) phía bắc của Surabaya trong biển Java, ngoài khơi của Java. Đảo thuộc quản lý của huyện Gresik tỉnh Đông Java. Đảo có đường kính khoảng 15 km (9,3 mi) và được bao quanh bởi một con đường hẹp. Bawean bị chi phối bởi một ngọn núi lửa đã tắt ở trung tâm của nó, bốc lên 655 mét (2.149 foot) trên mực nước biển. Dân số của nó tại thời điểm điều tra dân số năm 2010 là khoảng 70.000 người, nhưng hơn 26.000 trong tổng số (tức là khoảng 70% dân số nam) tạm thời sống bên ngoài, làm việc ở các khu vực khác của Indonesia, Singapore và Malaysia). Kết quả là, phụ nữ chiếm khoảng 77% dân số thực tế của hòn đảo, do đó thường được gọi là "Đảo phụ nữ" (tiếng Indonesia: Pulau Putri). Điều tra dân số năm 2020 cho thấy dân số là 80.289 người.
Lãnh thổ đảo được chia thành hai khu vực hành chính, Sangkapura và Tambak. Hơn một nửa dân số (khoảng 50.612 người vào năm 2020) sinh sống ở khu Sangkapura, tập trung vào thị trấn cùng tên nằm trên bờ biển phía nam của hòn đảo. Đảo có thiên nhiên phong phú với nhiều loài đặc hữu, chẳng hạn như loài hươu đảo Bawean chỉ có trên đảo và được đưa vào Sách đỏ IUCN. Xung quanh đảo có một số mỏ dầu và khí đốt lớn dưới nước.